# Pachyolpium granulatum
Pachyolpium granulatum es una especie de arácnido del orden Pseudoscorpionida de la familia Olpiidae.

## Distribución geográfica
Se encuentra en América del Sur.